# Eviota pardalota
Eviota pardalota är en fiskart som beskrevs av Lachner och Karnella, 1978. Eviota pardalota ingår i släktet Eviota och familjen smörbultsfiskar. Inga underarter finns listade i Catalogue of Life.